# Hidehiko Koga
Hidehiko Koga (jap. 古賀英彦 Koga Hidehiko; ur. 15 września 1939, Kumamoto) – japoński baseballista, który występował na pozycji zapolowego w Nippon Professional Baseball, a także na pozycji miotacza w klubach farmerskich Major League Baseball.
Kształcił się w wyższej szkole Kumamoto Kogyo High School. Później, wstąpił do Kinki University, gdzie studiował.
W Nippon Professional Baseball zadebiutował w 1962 roku. W inaugurującym sezonie wystąpił w czterech spotkaniach. W kolejnym sezonie wystąpił jedynie w 15 meczach; zaliczył m.in. 11 AB, 11 PA.
W 1965 roku przeniósł się do Stanów Zjednoczonych, gdzie przez kolejne dwa sezony występował w klubach farmerskich San Francisco Giants – AIL Giants i Decatur Commodores. W 1968 roku, grał w Lodi Crushers - klubie farmerskim Chicago Cubs.
Po zakończeniu kariery zawodniczej, został trenerem baseballowym. M.in. w latach 1990-1992, był trenerem zespołu Salinas Spurs, który występował wówczas w California League.

## Nagrody i wyróżnienia
- Zwycięzca w Central League (1963)[3]
- Zwycięzca w Japan Series (1963)[3]